# Allodia callidum
Allodia callidum är en tvåvingeart som först beskrevs av Oskar Augustus Johannsen 1912.  Allodia callidum ingår i släktet Allodia och familjen svampmyggor. Inga underarter finns listade i Catalogue of Life.